# Uffie
Uffie, geboren als Anna-Catherine Hartley, (Miami, 9 december 1987) is een Amerikaanse, in Parijs-wonende electro artiest, en staat getekend bij het Franse muzieklabel Ed Banger Records.
Haar carrière startte toen ze een feestje gaf en hiervoor DJ Feadz boekte. Het klikte tussen de twee en ze werden een koppel. Nadat ze twee jaar een koppel waren begonnen ze ook samen muziek te maken, eind 2005 brachten de twee muziek uit op Uffie's Myspace pagina.
Hun eerste single, Pop the Glock, werd uitgebracht onder het Franse label Ed Banger Records. De single (geproduceerd door Feadz) en het nummer op de B-kant Ready To Uff (geproduceerd door Mr. Oizo) bevat elementen van electro en rap. De single bevat ook nog een remix van SebastiAn.
De labelmanager van Ed Banger Records, Busy P, heeft aangekondigd dat Uffie's debuutalbum uitgebracht zal worden aan het eind van 2007. In februari 2007 heeft Uffie nog een single genaamd Dismissed uitgebracht, die ook te horen is op de tweede compilatie-cd van Ed Banger Records, genaamd Ed Rec Vol. 2. En op 19 juni 2007 heeft ze nog een single uitgebracht, genaamd First Love (geproduceerd door Mr. Oizo). Uffie heeft ook nog samengewerkt met labelgenoot Justice voor een nummer op hun debuutalbum †, genaamd Thee Partyyy.

## Discografie

### Albums
"Sex Dreams And Denim Jeans" (2010)
- 1. "Pop The Glock"
- 2. "Art Of Uff"
- 3. "ADD SUV (Feat. Pharrell Williams)"
- 4. "Give It Away"
- 5. "MCs Can Kiss"
- 6. "Difficult"
- 7. "First Love"
- 8. "Sex Dreams And Denim Jeans"
- 9. "Our Song"
- 10. "Illusion Of Love (Feat. Mattie Safer)"
- 11. "NEUNEU"
- 12. "Brand New Car"
- 13. "Hong Kong Garden"
- 14. "Ricky"

### Singles
- "Pop the Glock"
- "Hot Chick"
- "Ready to Uff"
- "In Charge"
- "Dismissed"
- "Tthhee Ppaarrttyy"
- "F1rst Love"
- "Brand New Car"
- "Make it Hott"
- "Robot Oeuf"
- "Steroids"
- "ADD SUV"
- "Difficult"
- "Wordy Rappinghood"
- "Babygirl"
- "Drugs"
- "Spaceship"
- "Your Hood"
- "Sideways"
- "Papercuts"

### Gastoptreden
- "M.I.T.C.H. ft. Feadz & Uffie - Fais Rentrer Les Euros"
- "Steve Aoki - Scanners, Lowlife (Met Uffie Guest Drop)(L.A. Riots Remix)"
- "Mr. Oizo - Steroids (ft. Uffie)"
- "Justice - Tthhee Ppaarrttyy (ft. Uffie)
- "Mr. Oizo - Half An Uff (Remix)"
- "Charli XCX - Babygirl"
- "Galantis - Spaceship"

### Niet uitgebracht
- "Regulate"
- "Hen Fap (It's Something That I Need To Have)"
- "Rush"

### Compilaties
- "Pop the Glock", op Ed Rec Vol. 1
- "Dismissed", op Ed Rec Vol. 2
- "Robot Oeuf.", op Ed Rec Vol. 3